# 藤田真一 (国文学者)
藤田真一（ふじたしんいち、1949年8月27日 - ）は、日本の国文学者、関西大学名誉教授。専門は日本近世文学、特に与謝蕪村。
京都市生まれ。洛星中学校・高等学校を経て、1973年大阪外国語大学ドイツ語科卒、1980年大阪大学大学院博士後期課程国文学専攻満期退学。大阪大学では信多純一に師事した。2000年「蕪村俳諧遊心」で阪大文学博士。1979年追手門学院大学助教授、1986年京都府立大学に転じる。助教授を経て、同教授。2001年関西大学文学部教授。2017年退職。
2000年『蕪村俳諧遊心』で文部大臣奨励賞、2012年『蕪村余響』でやまなし文学賞受賞。2020年、第55回大阪市市民表彰。

## 著書
- 『風呂で読む蕪村』世界思想社 1997
- 『蕪村 俳諧遊心』若草書房 近世文学研究叢書 1999
- 『蕪村』岩波新書 2000
- 『蕪村余響』紫薇の会 2002
- 『蕪村余響 そののちいまだ年くれず』岩波書店 2011
- 『日本人のこころの言葉 蕪村』創元社 2014
- 『蕪村の名句を読む』河出文庫 2016
- 『俳句のきた道　芭蕉・蕪村・一茶』岩波ジュニア新書 2021

### 共著・校訂
- 『蕪村集』和泉書院 1984
- 『新潮古典文学アルバム 与謝蕪村・小林一茶』古井由吉と解説、新潮社 1991
- 『蕪村書簡集』大谷篤蔵共校注 岩波文庫 1992
- 『蕪村全句集』清登典子共編 おうふう 2000
- 『与謝蕪村　画俳ふたつの道の達人』平凡社・別冊太陽 日本のこころ 2012
- 『蕪村文集』岩波文庫 2016

## 参考
- J－GLOBAL
- http://bookweb.kinokuniya.co.jp/htm/4004307058.html